# Riekiella maloga
Riekiella maloga är en tvåvingeart som beskrevs av Kelsey 1987. Riekiella maloga ingår i släktet Riekiella och familjen fönsterflugor. Inga underarter finns listade i Catalogue of Life.